# Haralds Biezais
Teodors Haralds Biezais, född 10 juli 1909 i Lestene, död 1995, var en lettisk-svensk religionsforskare.
Biezais, som var lantbrukarson, blev teologie doktor i Lettland 1939, filosofie doktor i Uppsala 1955, docent i religionshistoria med religionspsykologi vid Uppsala universitet från 1955. Han var docent vid Lettlands universitet 1939–1944, kyrkoherde i Gramzda 1932–1941, arkivdirektör i Lettland 1942–1944 samt lärare i Umeå, Åseda och Köping 1939–1953. Han var ledamot av Nathan Söderblom-sällskapet. Han författade Die Hauptgöttinnen der alten Letten (1959), Die Gottesgestalt der lettischen Volksreligion (1961) och andra vetenskapliga arbeten.